# Ranomi Kromowidjojo
Ranomi Kromowidjojo (* 20. August 1990 in Sauwerd) ist eine ehemalige niederländische Schmetterlings- und Freistilschwimmerin. Sie ist Olympiasiegerin 2012 über 50 und 100 Meter Freistil und Weltmeisterin 2013 über 50 m Freistil. Bei Olympischen Spielen, Welt- und Europameisterschaften gewann sie in ihrer Karriere 89 Medaillen, davon 39 in Einzeldisziplinen.

## Werdegang
Ranomi Kromowidjojo wurde am 20. August 1990 in Sauwerd geboren. Ihre Eltern stammen aus der ehemals holländischen Kolonie Surinam, ihre Großeltern aus Indonesien. Kromowidjojo rückte 2006 das erste Mal ins internationale Blickfeld, als sie bei den Schwimmeuropameisterschaften 2006 in Budapest als Teil der starken niederländischen 4 × 100-m-Freistilstaffel Vizeeuropameisterin wurde. In den darauf folgenden Jahren erreichte sie den Kurzbahneuropameistertitel 2007, den Europameistertitel 2008 und den Kurzbahnweltmeistertitel 2008 als Teil einer niederländischen Freistilstaffel. Außerdem hat sie mit ihren niederländischen Schwimmkolleginnen bereits einige Welt- und Europarekorde aufgestellt. Sie gewann bei den Schwimmweltmeisterschaften 2011 in China eine Gold-, eine Silber- (50 Meter Freistil) und eine Bronzemedaille (100 Meter Freistil). Als Krönung ihrer Laufbahn gewann sie bei den Olympischen Spielen 2012 in London Gold über 50 und 100 Meter Freistil. Im Oktober 2012 wurde sie zu Europas Schwimmerin des Jahres gewählt.
Im Januar 2022 gab sie ihren Rücktritt bekannt.

## Rekorde

### Persönliche Rekorde

#### Langbahn
- 50 m Freistil – 00:23,85 (30. Juli 2017 in Budapest)
- 100 m Freistil – 00:52,75 (13. April 2012 in Eindhoven)
- 200 m Freistil – 01:59,47 (2. Juli 2016 in Vichy)

#### Kurzbahn
- 50 m Freistil – 00:22,93 (7. August 2017 in Berlin), Weltrekord
- 100 m Freistil – 00:50,95 (15. Dezember 2017 in Kopenhagen)
- 200 m Freistil – 01:55,77 (17. Dezember 2011 in Atlanta)

### Internationale Rekorde
| Weltrekorde (5)                                                    | Weltrekorde (5) | Weltrekorde (5)   | Weltrekorde (5) |
| ------------------------------------------------------------------ | --------------- | ----------------- | --------------- |
| 4 × 100 m Freistil (mit Dekker, Heemskerk und Veldhuis)            | 03:31,72 min    | 26. Juli 2009     | Rom             |
| 4 × 50 m Freistil (Kurzbahn) (mit Dekker, Schreuder und de Jonge)  | 01:33,25 min    | 11. Dezember 2009 | Istanbul        |
| 4 × 50 m Lagen (Kurzbahn) (mit Dekker, Schreuder und Nijhuis)      | 01:42,69 min    | 12. Dezember 2009 | Istanbul        |
| 4 × 100 m Freistil (Kurzbahn) (mit Dekker, Schreuder und Veldhuis) | 03:28,22 min    | 19. Dezember 2008 | Amsterdam       |
| 4 × 200 m Freistil (Kurzbahn) (mit Dekker, Heemskerk und Veldhuis) | 07:38,90 min    | 9. April 2008     | Manchester      |
| (Stand: 7. August 2010)                                            |                 |                   |                 |